# 苏州地铁2号线
苏州地铁2号线是苏州地铁的一条南北方向的主干地铁线路，全长40.4公里，共设35站。其中一期工程全长26.557公里，其中高架线6.57公里，地下线19.146公里，敞开段0.67公里，是苏州建设的第一条含高架线的地铁线路。
一期工程北起相城区苏州高铁新城的高铁苏州北站，南至澹台湖附近宝带桥南站，跨苏州三个区，共设22个站，其中17个地下车站，5个高架车站（从相城大道站到阳澄湖中路站）。一期工程于2009年12月25日开工，2013年12月28日通车运营。二期工程于2016年9月24日试运营。最大日客流量为2017年4月30日的35.2万人次。
该线的识别色为█大红色，而使用的所有列车车身两侧的色带为浅蓝色，车内座位则为亮黄色。

## 车站

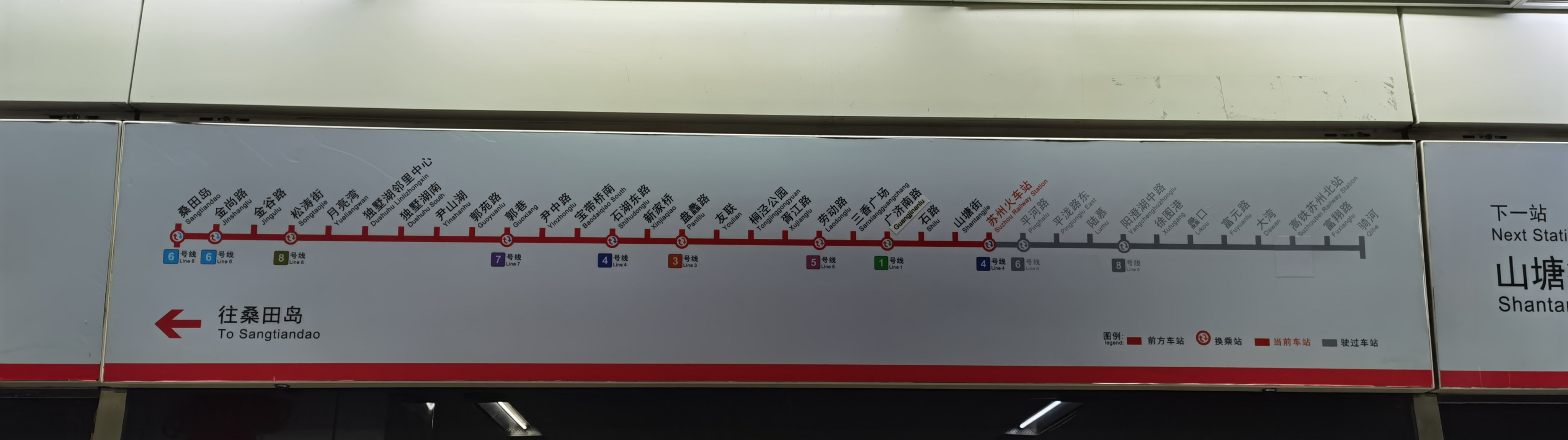
2号线站名表，摄于苏州火车站

### 换乘站

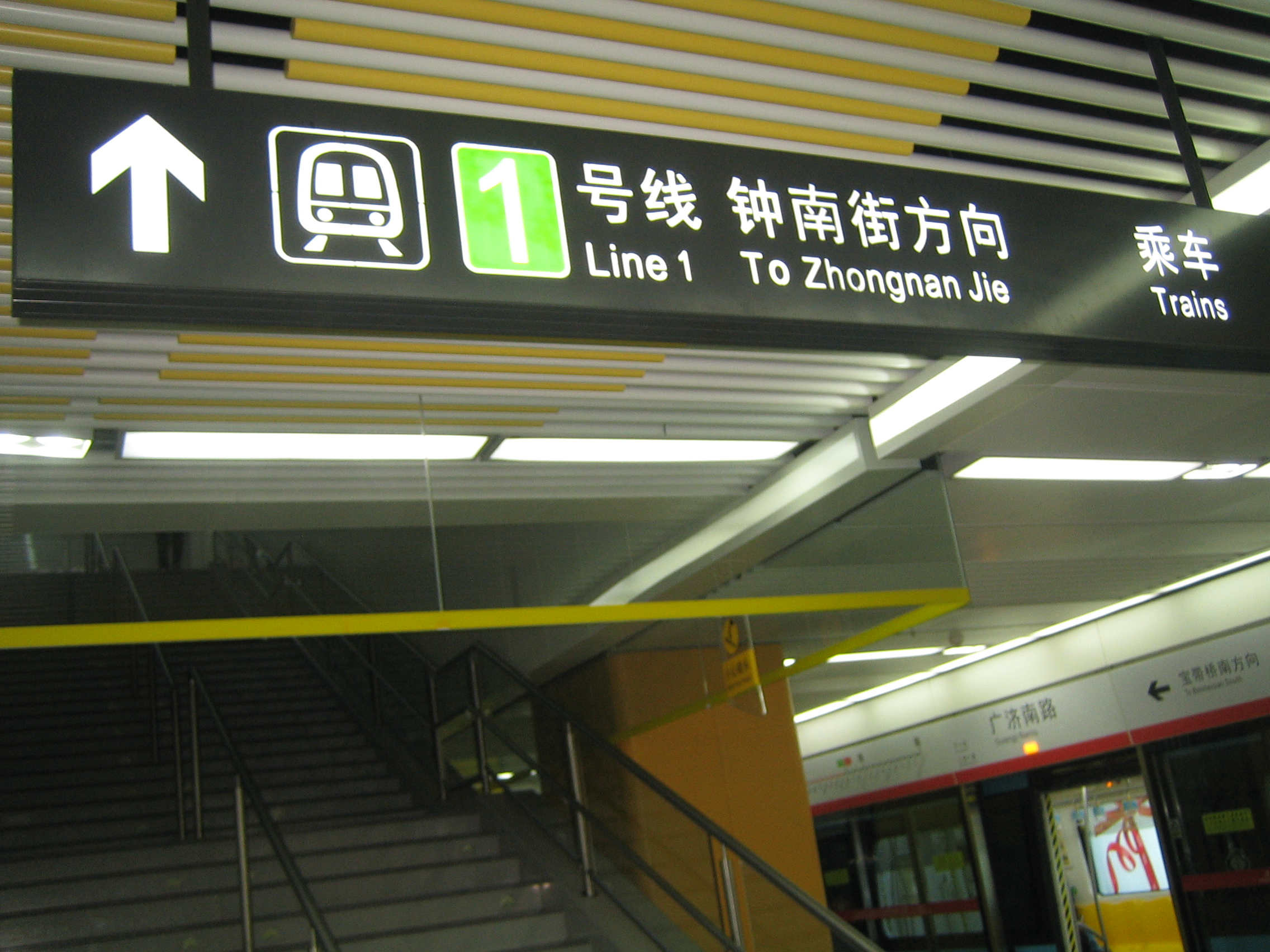
广济南路站换乘指示牌
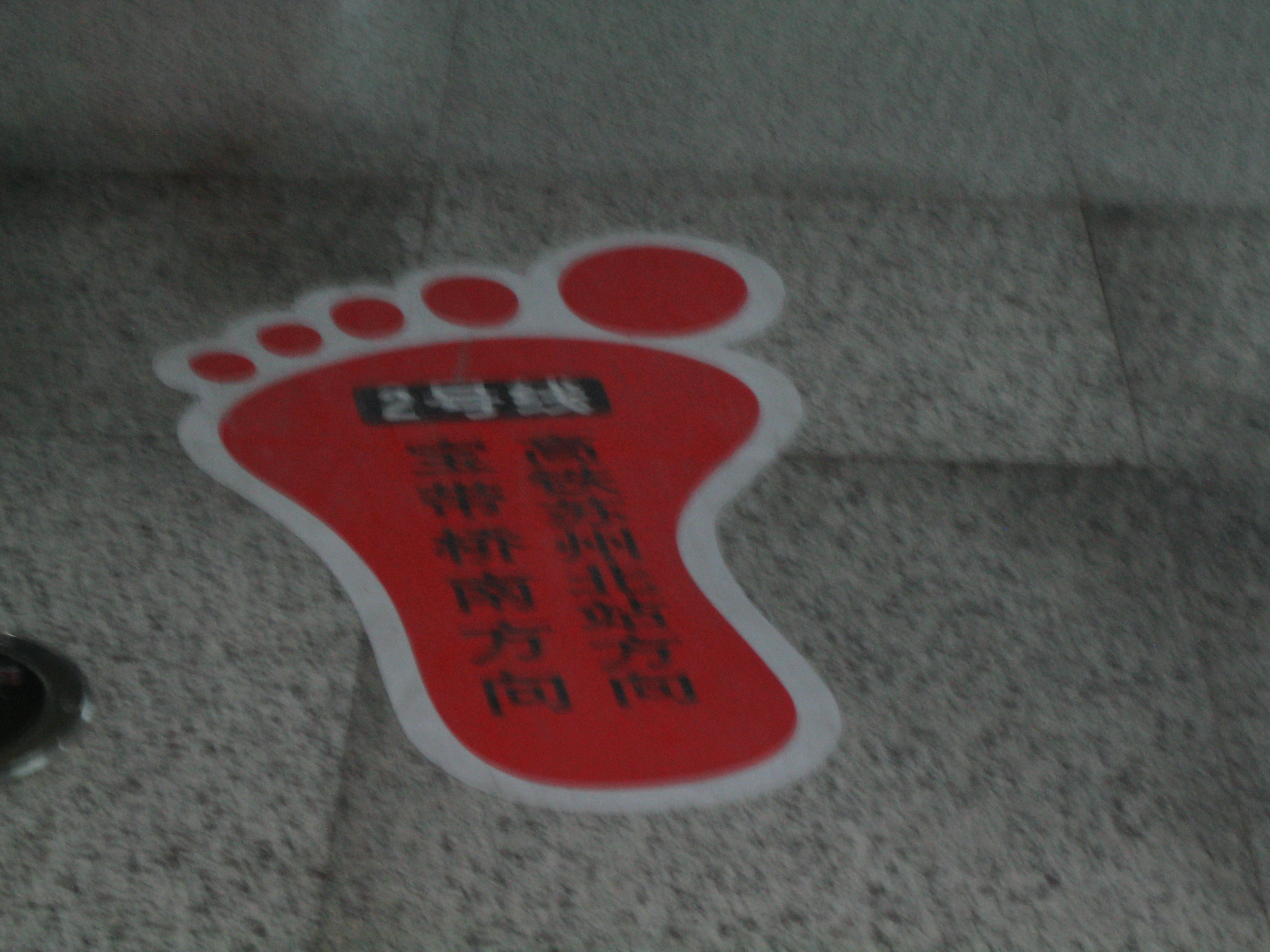
广济南路站的小脚丫换乘指示

- 2710高铁苏州北站 — 换乘7号线、10号线（建設中）
- 28阳澄湖中路 — 换乘8号线
- 26平河路 — 换乘6号线
- 24苏州火车站 — 换乘4号线
- 12广济南路 — 换乘1号线
- 25劳动路 — 换乘5号线
- 23盘蠡路 — 换乘3号线
- 24石湖东路 — 换乘4号线
- 27郭巷 — 换乘7号线
- 28松涛街 — 换乘8号线
- 26金尚路 — 换乘6号线
- 26桑田岛 — 换乘6号线

### 车站列表
| 爱格豪路       | Aigehaolu                 | —                                                          | 相城区       | 地下2层岛式站台 | 2027年         |
| 珍珠湖路       | Zhenzhuhulu               | —                                                          | 相城区       | 地下2层岛式站台 | 2027年         |
| 渭中路         | Weizhonglu                | —                                                          | 相城区       | 地下2层岛式站台 | 2027年         |
| 朗力福大道     | Langlifudadao             | —                                                          | 相城区       | 地下2层岛式站台 | 2027年         |
| 骑河           | Qihe                      | —                                                          | 相城区       | 地下2层岛式站台 | 2016年9月24日  |
| 富翔路         | Fuxianglu                 | —                                                          | 相城区       | 地下2层岛式站台 | 2016年9月24日  |
| 高铁苏州北站   | Suzhoubei Railway Station | █ 7号线（在建） █ 10号线（在建） █ 14号线（规划） 苏州北站 | 相城区       | 地下1层岛式站台 | 2013年12月28日 |
| 大湾           | Dawan                     | —                                                          | 相城区       | 高架3层侧式站台 | 2013年12月28日 |
| 富元路         | Fuyuanlu                  | —                                                          | 相城区       | 高架3层侧式站台 | 2013年12月28日 |
| 蠡口           | Likou                     | —                                                          | 相城区       | 高架3层侧式站台 | 2013年12月28日 |
| 徐图港         | Xutugang                  | —                                                          | 相城区       | 高架3层侧式站台 | 2013年12月28日 |
| 阳澄湖中路     | Yangchenhuzhonglu         | █ 8号线                                                    | 相城区       | 高架3层侧式站台 | 2013年12月28日 |
| 陆慕           | Lumu                      | —                                                          | 相城区       | 地下2层岛式站台 | 2013年12月28日 |
| 平泷路东       | Pinglonglu East           | —                                                          | 相城区       | 地下2层岛式站台 | 2013年12月28日 |
| 平河路         | Pinghelu                  | █ 6号线                                                    | 姑苏区       | 地下2层岛式站台 | 2013年12月28日 |
| 苏州火车站     | Suzhou Railway Station    | █ 4号线 苏州站                                             | 姑苏区       | 地下3层岛式站台 | 2013年12月28日 |
| 山塘街         | Shantangjie               | █ 9号线（规划）                                            | 姑苏区       | 地下2层岛式站台 | 2013年12月28日 |
| 石路           | Shilu                     | —                                                          | 姑苏区       | 地下2层岛式站台 | 2013年12月28日 |
| 广济南路       | Guangjinanlu              | █ 1号线                                                    | 姑苏区       | 地下3层岛式站台 | 2013年12月28日 |
| 三香广场       | Sanxiangguanchang         | —                                                          | 姑苏区       | 地下2层岛式站台 | 2013年12月28日 |
| 劳动路         | Laodonglu                 | █ 5号线                                                    | 姑苏区       | 地下2层岛式站台 | 2013年12月28日 |
| 胥江路         | Xujianglu                 | —                                                          | 姑苏区       | 地下2层岛式站台 | 2013年12月28日 |
| 桐泾公园       | Tongjingongyuan           | —                                                          | 姑苏区       | 地下2层岛式站台 | 2013年12月28日 |
| 友联           | Youlian                   | —                                                          | 姑苏区       | 地下2层岛式站台 | 2013年12月28日 |
| 盘蠡路         | Panlilu                   | █ 3号线                                                    | 吴中区       | 地下2层岛式站台 | 2013年12月28日 |
| 新家桥         | Xingjiaqiao               | —                                                          | 吴中区       | 地下2层岛式站台 | 2013年12月28日 |
| 石湖东路       | Shihudonglu               | █ 4号线                                                    | 吴中区       | 地下2层岛式站台 | 2013年12月28日 |
| 宝带桥南       | Baodaiqiao South          | —                                                          | 吴中区       | 地下2层岛式站台 | 2013年12月28日 |
| 尹中路         | Yinzhonglu                | —                                                          | 吴中区       | 地下2层岛式站台 | 2016年9月24日  |
| 郭巷           | Guoxinag                  | █ 7号线                                                    | 吴中区       | 地下2层岛式站台 | 2016年9月24日  |
| 郭苑路         | Guoyuanlu                 | —                                                          | 吴中区       | 地下2层岛式站台 | 2016年9月24日  |
| 尹山湖         | Yinshanhu                 | —                                                          | 吴中区       | 地下2层岛式站台 | 2016年9月24日  |
| 独墅湖南       | Dushuhu South             | —                                                          | 吴中区       | 地下2层岛式站台 | 2016年9月24日  |
| 独墅湖邻里中心 | Dushuhu Linlizhongxin     | —                                                          | 苏州工业园区 | 地下2层岛式站台 | 2016年9月24日  |
| 月亮湾         | Yueliangwan               | █ 14号线（规划）                                           | 苏州工业园区 | 地下2层岛式站台 | 2016年9月24日  |
| 松涛街         | Songtaojie                | █ 8号线                                                    | 苏州工业园区 | 地下2层岛式站台 | 2016年9月24日  |
| 金谷路         | Jingulu                   | —                                                          | 苏州工业园区 | 地下2层岛式站台 | 2016年9月24日  |
| 金尚路         | Jinshanglu                | █ 6号线                                                    | 苏州工业园区 | 地下2层岛式站台 | 2016年9月24日  |
| 桑田岛         | Sangtiandao               | █ 6号线 苏州东站（在建）                                   | 苏州工业园区 | 地下2层岛式站台 | 2016年9月24日  |

### 发车间隔
目前运输方案如下表所示。
| 周一至周日                  | 周一至周日                                   | 周一至周日                                                |
| --------------------------- | -------------------------------------------- | --------------------------------------------------------- |
| 时段名                      | 时段                                         | 间隔                                                      |
| 工作日早高峰（7:30 — 9:00） | 下行（往桑田岛方向）超高峰7:15-7:45 其他时段 | 3分40秒 5分15秒                                           |
| 工作日晚高峰                | 17:00 — 19:00                                | 5分20秒                                                   |
| 非工作日高峰                | 10:00 — 20:40                                | 5分20秒                                                   |
| 其他时间                    | -                                            | 6分45秒/10分（22:25后骑河至劳动路下行的行车间隔约为20分） |

## 运营

### 票价
起步价2元可乘6公里，6至16公里每1元可乘5公里，16至30公里每1元可乘7公里，30公里以上每1元可乘9公里，全程8元。

## 规划

### 一期工程

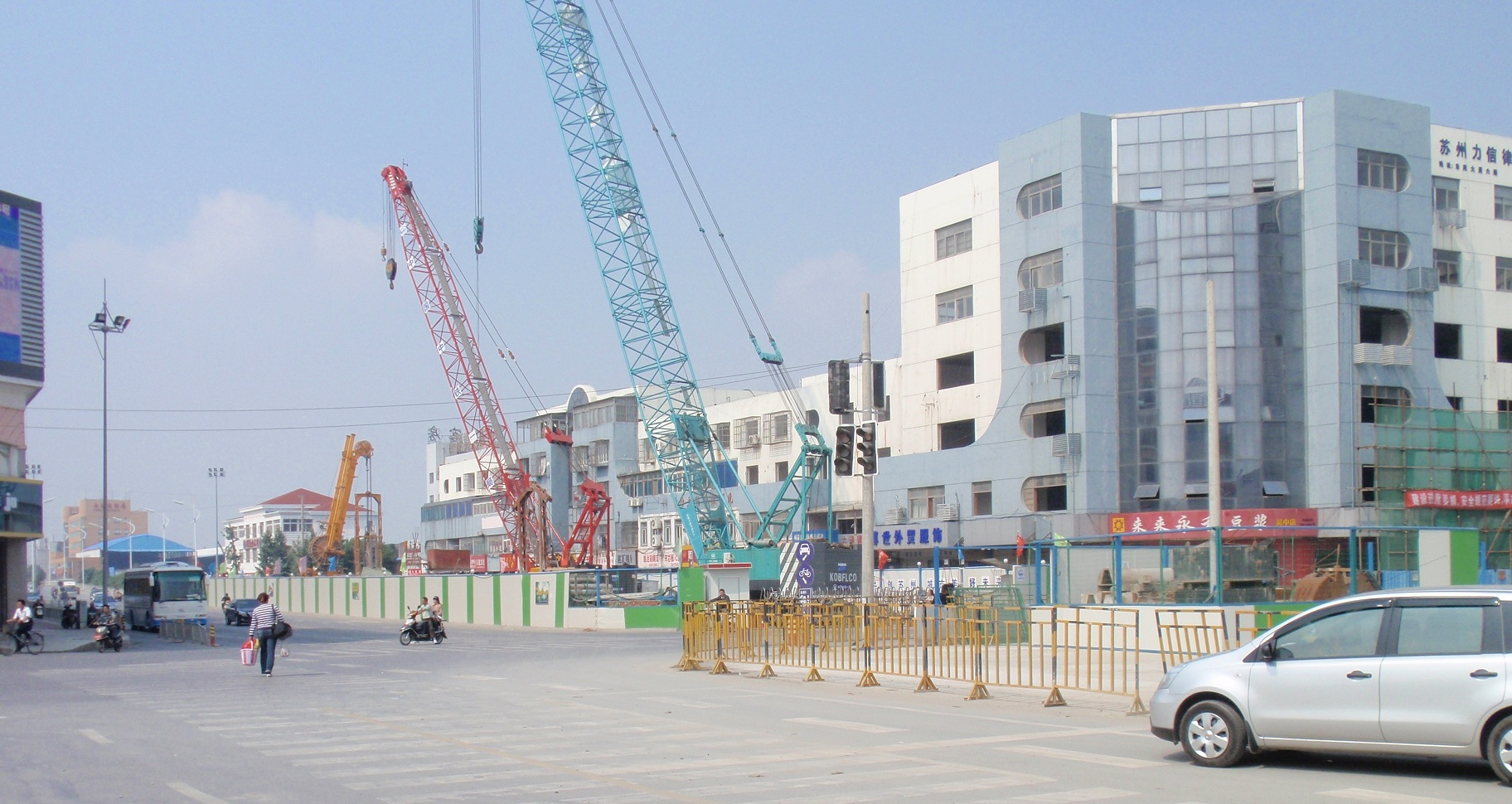
正在施工中的石湖东路站

一期工程全线始于相城区的高铁苏州北站紧邻京沪高速铁路苏州北站，途经太阳路-采莲北路-采莲中路-采莲南路-润元路-人民路-广济路-广济南路-桐泾南路-福星路-吴中西路-盘蠡路-苏蠡路-石湖西路-石湖东路，止于吴中区的迎春南路。全线共22个车站，其中有苏州火车站（换乘4号线）、广济南路站（换乘1号线）、盘蠡路站（换乘3号线）和石湖东路站（换乘4号线）共4个换乘站，另外可在高铁苏州北站与京沪高铁及未来的通苏嘉甬铁路换乘，在火车站与现有的京沪铁路以及沪宁城际铁路换乘。全线设太平车辆段一处，平均站间距为1231米，最大站距为1997米，为阳澄湖中路站至陆慕站，最小站距为620.5米，为三香广场站至劳动路站。

### 二期工程
二期工程（包括东延段和北延段）于2016年9月24日开通试运营。
2号线东延段延伸至工业园区的独墅湖高教区，全长12.447km。
2号线北延段延伸至高铁苏州北站以北，共设置骑河、富翔路2站，全长1.9km。

### 未来规划
预计三期工程北面会向渭塘方向延伸。

## 车辆

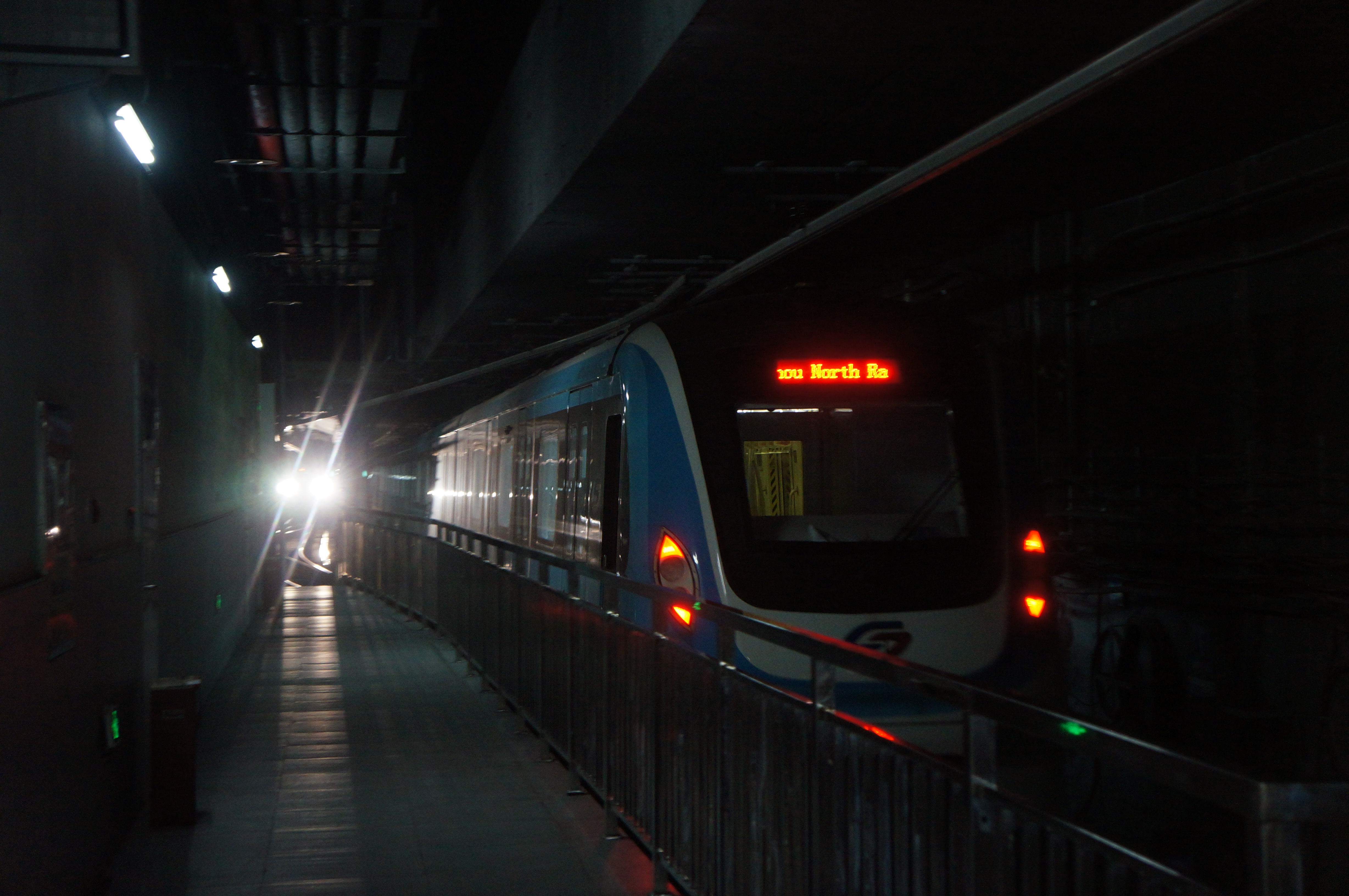
一辆苏州地铁2号线列车从高铁苏州北站驶入折返线

2号线采用5节编组B型车，初期配属车辆23列，二期配属车辆17列，增购车辆20列，最高运行速度80km/h。

### 一期与延伸车辆
- 厂商型号：PM061（一期列车）、PM080（延伸列车）
- 车辆外观设计： 法國 MBD 技术设计有限公司
- 制造厂商： 中国 南车南京浦镇车辆有限公司
- 制造年份：2013 ~ 2014（一期列车）、2014 ~ 2015（二期列车）
- 外观特征：列车采用梯形车体设计，以蓝、黑、白三色为主色调，两边各有一条蓝色的饰带，窗框周围则为黑色；车头设红色LED方向幕显示终点站。
- 车体材质：铝合金车体
- 车辆编成：5节编组（=Tc-Mp-M-Mp-Tc=）
- 车体尺寸：头车长 20.71 m，中间车长 19.52 m，宽 2.80 m，高 3.76 m
- 车门宽度：1.305 m
- 相同车厢车门中心距：4.58 m
- 相邻车厢车门中心距：5.78 m
- 供电制式：架空接触网供电，DC 1500 V
- 设计时速：80 km/h
- 额定载客量：1187人
- 极限载客量：1686人
- 电气牵引系统：
  - 斯柯达原设计 / 江苏经纬轨道交通设备有限公司 （页面存档备份，存于）代工生产 ML-3836-K/4 型鼠笼式三相异步交流牵引电动机（额定功率：190 kW，3×4台）
  - 斯柯达原设计 / 江苏经纬轨道交通设备有限公司代工生产 TM-12.1 型 IGBT-VVVF（1C4M1群方式控制，3组）
- 转向架：中车南京浦镇车辆制 PW80E-Ⅱ 型无摇枕式空气弹簧转向架（5×2台）
- 转向架轴重：14 t
- 转向架轴距：2.3 m
- 车辆总数：PM061型共23列（0201 ~ 0223）、PM080型共17列（0224 ~ 0240）
- 此列车设有电子线路图和LED屏
- 设施特征：车头使用LED灯照明。列车驾驶室间壁门设有镜面镀膜玻璃窗，可观看到司机操作和前方风景；

### 全线增购车辆
- 厂商型号：PM208
- 车辆外观设计： 法國 MBD 技术设计有限公司
- 制造厂商： 中国 中车南京浦镇车辆有限公司
- 制造年份：2022 ~ 2023
- 外观特征：列车采用梯形车体设计，以蓝、黑、白三色为主色调，两边各有一条蓝色的饰带，窗框周围则为黑色；车头设红色LED方向幕显示终点站。
- 车体材质：铝合金车体
- 车辆编成：5节编组（=Tc-Mp-M-Mp-Tc=）
- 车体尺寸：头车长 20.71 m，中间车长 19.52 m，宽 2.80 m，高 3.76 m
- 车门宽度：1.305 m
- 相同车厢车门中心距：4.58 m
- 相邻车厢车门中心距：5.78 m
- 供电制式：架空接触网供电，DC 1500 V
- 设计时速：80 km/h
- 额定载客量：1187人
- 极限载客量：1686人
- 电气牵引系统：
  - 江苏经纬轨道交通设备有限公司生产 WIND-TMM-1Y460-570SNJ10 型鼠笼式三相异步交流牵引电动机（额定功率：190 kW，3×4台）
  - 江苏经纬轨道交通设备有限公司生产 WIND-TCM-1B0800FU11 型 IGBT-VVVF（1C4M1群方式控制，3组）
- 转向架：中车南京浦镇车辆制 PW80E-Ⅱ 型无摇枕式空气弹簧转向架（5×2台）
- 转向架轴重：14 t
- 转向架轴距：2.3 m
- 车辆总数：PM208型共20列（0241 ~ 0260）
- 此列车设有LCD电子动态线路图和LED屏
- 设施特征：车头使用LED灯照明。列车驾驶室间壁门设有镜面镀膜玻璃窗，可观看到司机操作和前方风景；

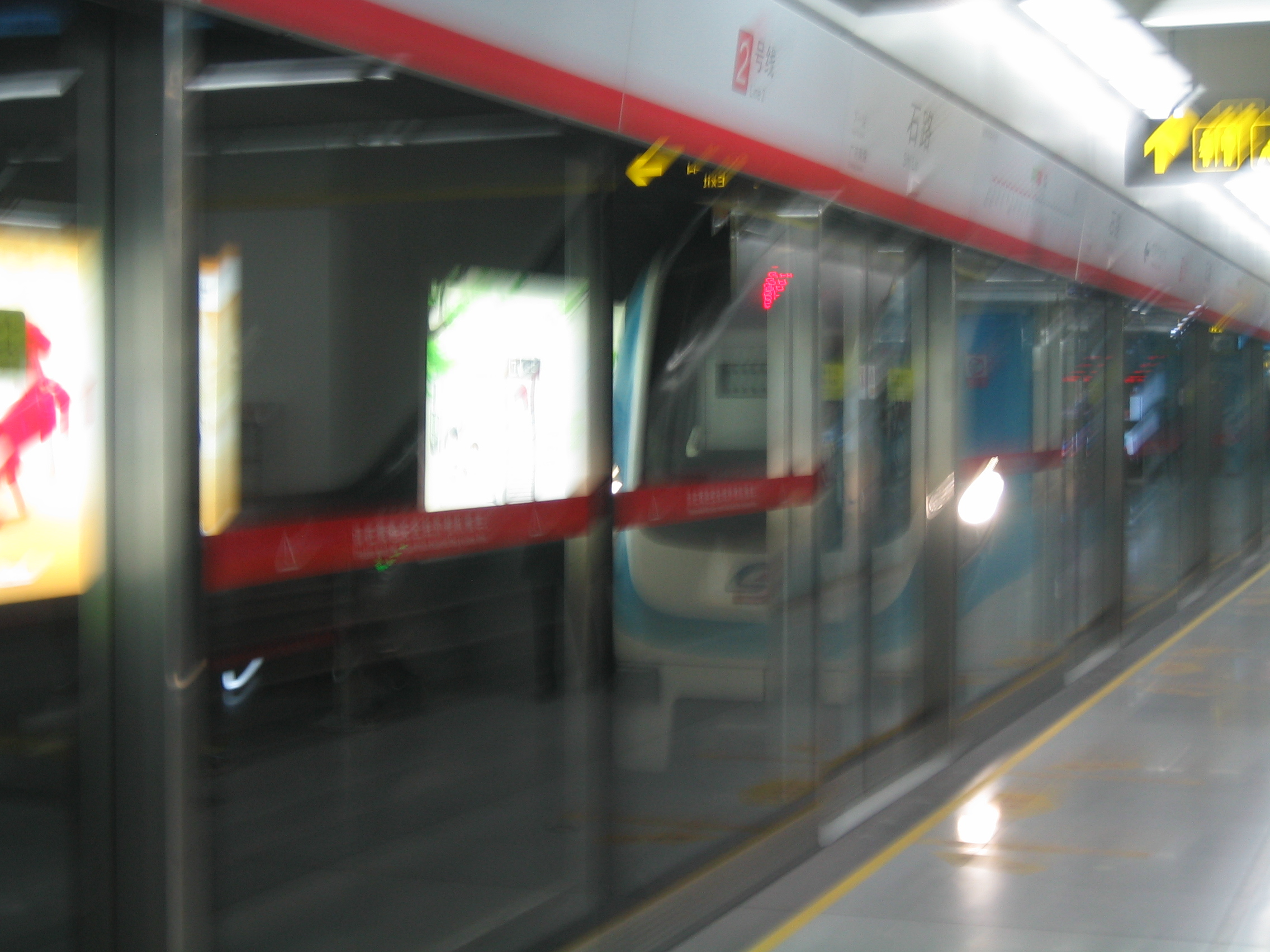
2号线列车进入石路站
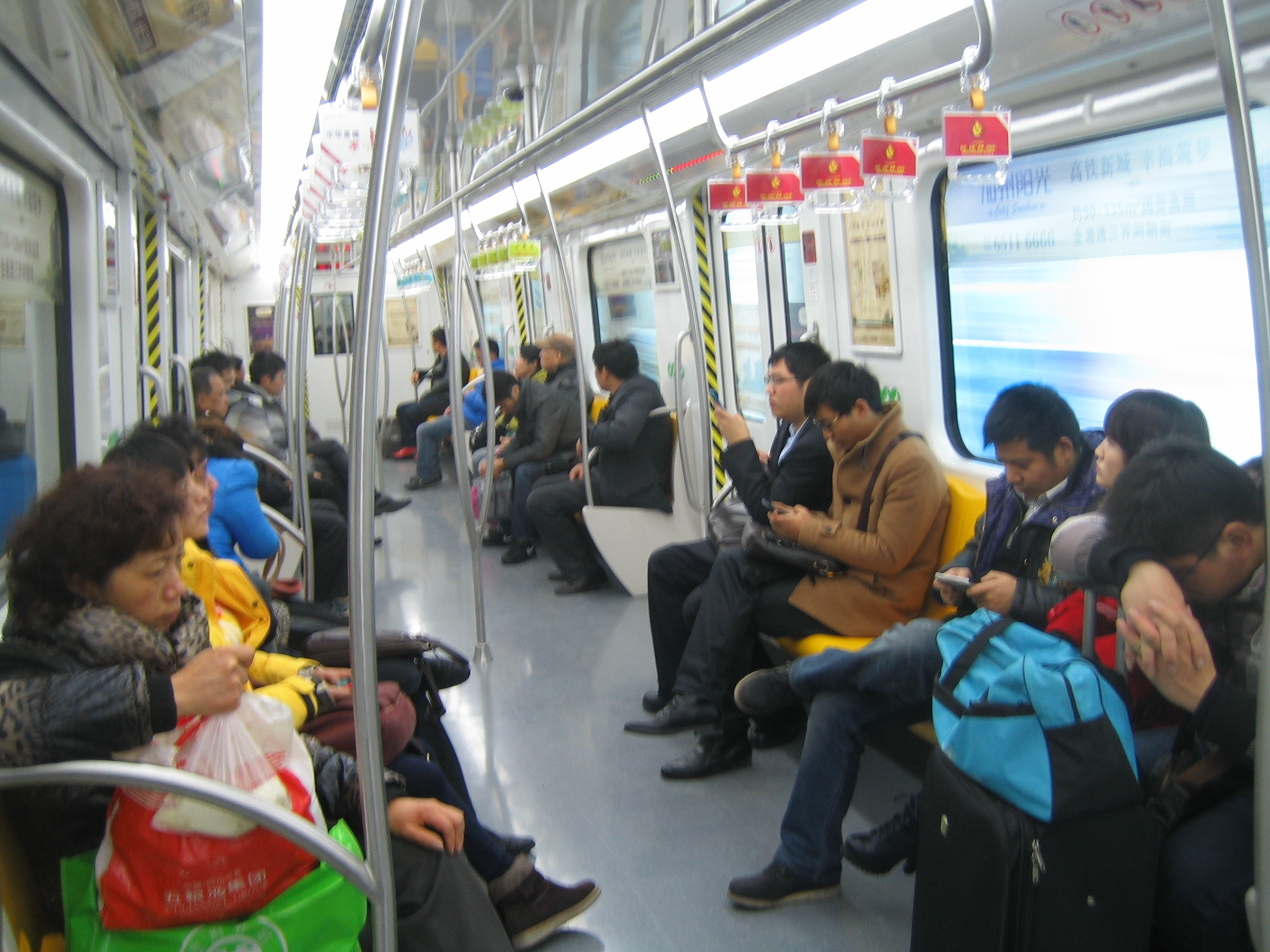
2号线列车车厢
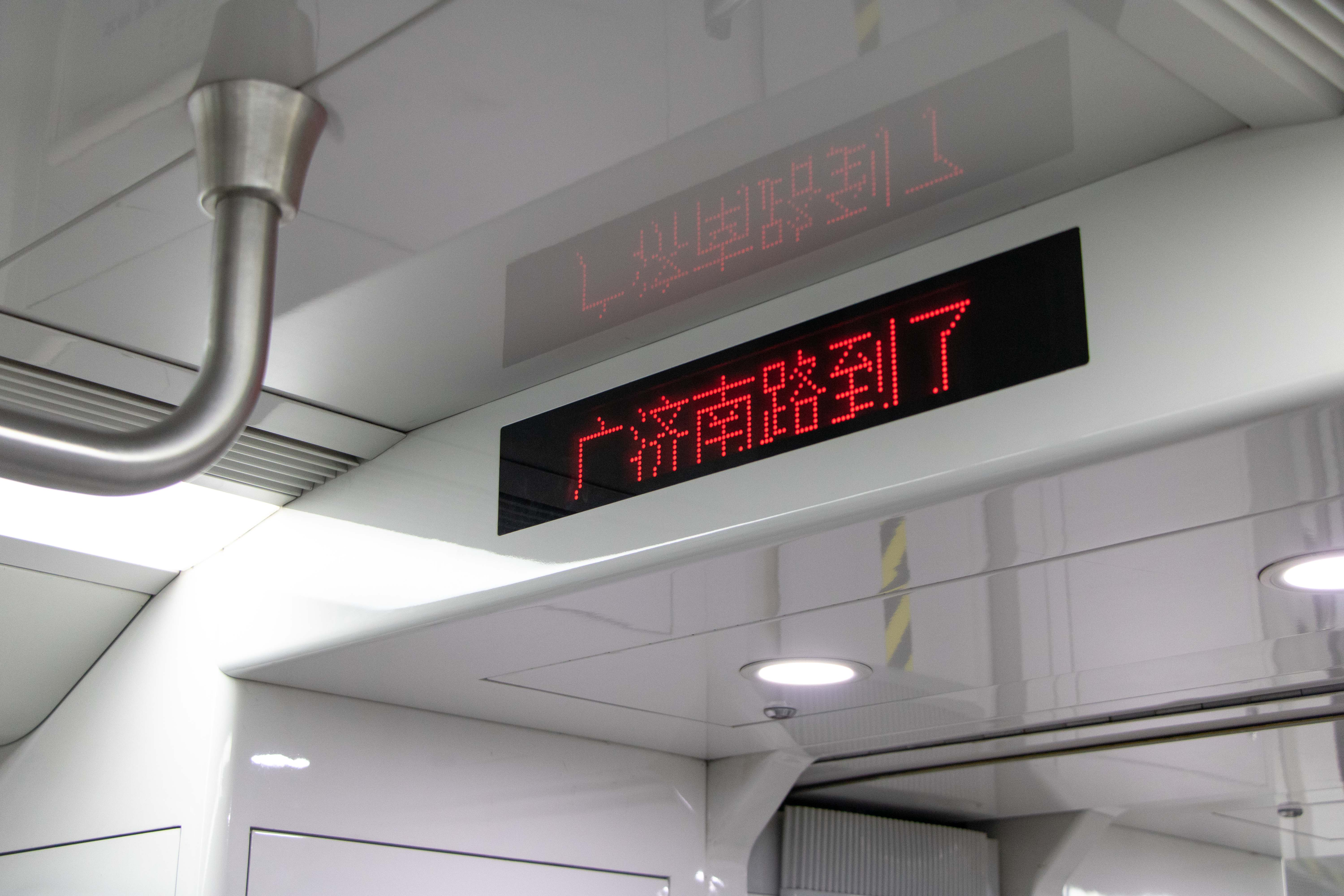
2号线车厢内的LED显示屏
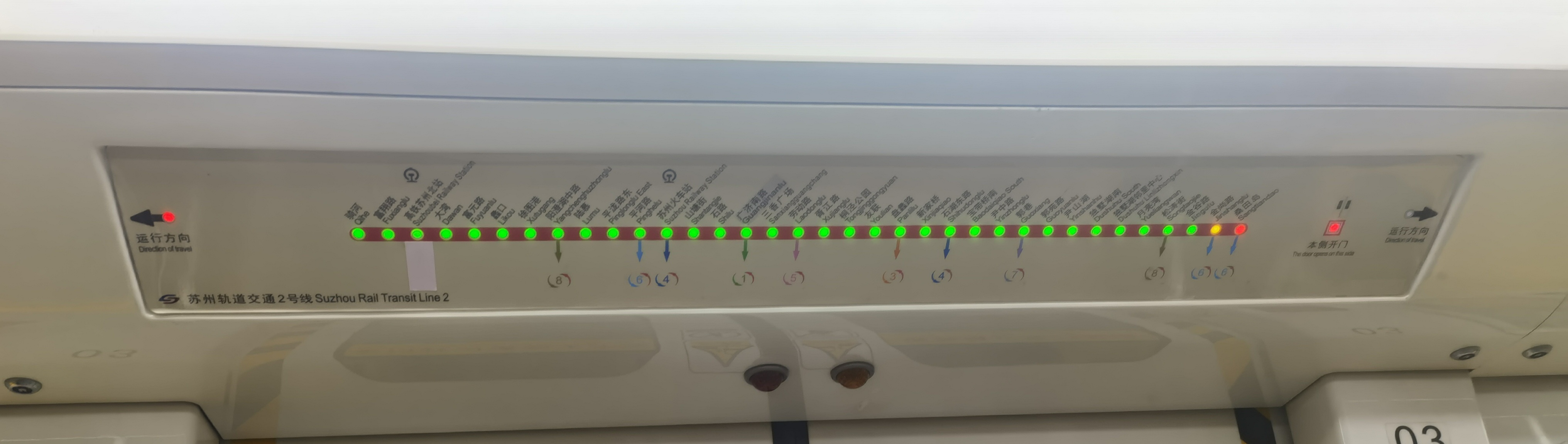
车门上方的LED闪灯点阵线路图
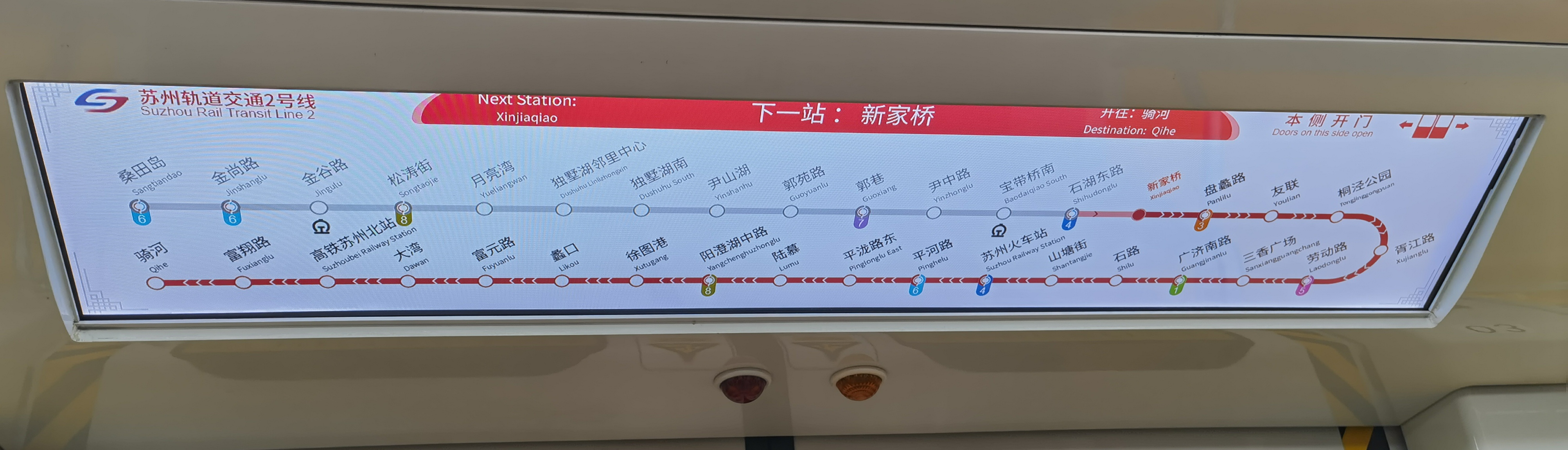
PM208型列车车门上方的LCD屏幕动态线路图

## 设备
2号线设主变电所两处，分别位于苏州火车站和宝带桥南站。

## 历史
2009年7月23日，国家发改委批复苏州市轨道交通2号线工程可行性研究报告。
2009年12月25日，轨道交通2号线开工建设。
2010年8月3日，首台盾构机从天筑路站出发，向火车站方向掘进。
2010年12月18日，桐泾公园站首个主体结构封顶。
2011年4月7日，首个盾构区间（宝带西路-旺吴路）左线贯通。
2012年3月18日，开始铺轨。
2012年6月28日，开始接触网和供电安装施工。
2012年7月13日，除石路站外所有站点主体结构封顶。
2012年8月15日，国家发改委批复苏州市轨道交通2号线北延伸线及东延伸线工程可行性研究报告。
2012年9月27日，2号线北延伸线及东延伸线开工建设。
2012年12月8日，2号线一期全线洞通。
2012年12月26日，2号线一期全线轨通。
2013年4月28日，首列列车运抵太平车辆段。
2013年6月24日，首次在部分区间试行并调试信号系统。
2013年9月21日，2号线开始试运行。
2013年10月22日，2号线东延伸线开始盾构，首台盾构机从金尚路站出发往桑田岛站掘进。
2013年10月26日，苏州轨交公司运营分公司正式对外公布2号线票价表，全网最高价达到7元。
2013年12月9日，2号线一期进行为期一周的万人试乘活动。
2013年12月27日，2号线东延伸线首段盾构贯通。
2013年12月28日，2号线一期工程于11:18正式通车运营。当天半日客流达到75736人次。第二天全天客流为106519人次。
2014年1月1日，客流量达到141034人次的新高。
2014年4月5日，客流量接近20万人次，达到193598人次。
2014年5月1日，日客流量首次突破20万人次，达到23.15万人次。
2014年7月7日，调整运营间隔时间。
2014年12月16日，2号线延伸线开始铺轨。
2015年4月14日，2号线延伸线洞通。
2015年8月25日，2号线延伸线轨通。
2015年9月29日，2号线延伸线电通。
2016年5月1日，客流达到29.96万人次。
2016年8月26日，2号线延伸线通过竣工验收，于29日通过基本条件评审。
2016年9月23日，苏州轨交集团宣布2号线延伸线于9月24日正式开通试运营，同时全线路网的最高票价由7元提高到8元。
2017年4月3日，客流首次突破30万人次，达到306735人次。
2017年4月30日，客流达到352044人次。
2021年5月20日，未预留上盖开发空间的桑田岛停车场停用，进入闭合改造阶段，改造工程将与6号线同步建设，并于2024年重新投入运营，同时新桑田岛停车场将配备上盖开发项目。